# Charlie Hurley
Charlie Hurley (Cork, 4 ottobre 1936 – Cork, 22 aprile 2024) è stato un calciatore e allenatore di calcio irlandese, di ruolo difensore e capitano dell'Irlanda dal 1962 al 1969.